# دفنية عنقودية
دفنية عنقودية (الاسم العلمي:Daphnopsis racemosa) هي نوع من النباتات تتبع جنس الدفنية من الفصيلة المثنانية.